# Чемпіонат України з міні-ралі «Кубок Лиманів» 2016
Чемпіонат України з міні-ралі «Кубок Лиманів» 2016 — дванадцятий сезон «Кубку Лиманів» та другий сезон у статусі Чемпіонату України з міні-ралі.

## Етапи (заплановані)
|   | Назва перегонів | Дати проведення       | Місцезнаходження траси (штабу) | Кількість єкіпажів |
| 1 | Ралі «Северин»  | 16 квітня, 2016 року  | Одеса, Северинівка             |                    |
| 2 | Ралі «Тіра»     | 21 травня, 2016 року  | Білгород-Дністровський         |                    |
| 3 | Ралі «Миколаїв» | 25 червня, 2016 року  | Миколаїв, Зайчівське           |                    |
| 4 | Ралі «Росава»   | 23 липня, 2016 року   | Біла Церква                    |                    |
| 5 | Ралі «Куяльник» | 20 серпня, 2016 року  | Одеса, Северинівка             |                    |
| 6 | Ралі «Аккерман» | 24 вересня, 2016 року | Білгород-Дністровський         |                    |